# Aquí no hay quien viva
Aquí no hay quien viva (littéralement « Personne ne pourrait vivre ici ») est une série télévisée comique espagnole en 91 épisodes d'environ 85 minutes créée par Iñaki Ariztimuño, Alberto Caballero et Laura Caballero, et diffusée du 7 septembre 2003 au 6 juillet 2006 sur Antena 3.
Elle a été présentée comme « la série la plus rentable de la télévision espagnole ». Les audiences de la série ont cependant souffert de la comparaison avec la série La que se avecina débutée en 2007.

## Synopsis
La série suit la vie et les aventures loufoques de voisins qui vivent dans un immeuble du XIXe siècle, dans la rue imaginaire de Desengaño 21, à Madrid.
Tout commence avec l'arrivée d'un jeune couple dans l'immeuble, Roberto et Lucía. Ils découvrent leurs voisins : des sœurs âgées qui espionnent les autres, Vicenta et Marisa, un couple gay, Mauri et Fernando, la famille composée de Juan, Paloma et leurs enfants, les jeunes filles Belén et Alicia, et le singulier concierge Emilio.

## Distribution
- María Adánez : Lucía Álvarez Muñoz
- Adrià Collado : Fernando Navarro Sánchez
- Gemma Cuervo : Vicenta Benito Valbuena
- José Luis Gil : Juan Cuesta
- Daniel Guzmán (es) : Roberto Alonso Castillo
- Loles León : Paloma Hurtado
- Luis Merlo (es) : Mauricio « Mauri » Hidalgo Torres
- Laura Pamplona (es) : Alicia Sanz Peña
- Fernando Tejero (es) : Emilio Delgado Martín
- Emma Penella : Concepción « Concha » de la Fuente García
- Malena Alterio : Belén López Vázquez
- Joseba Apaolaza : Armando Rubio de la Fuente
- Mariví Bilbao : María Luisa «Marisa» Benito Valbuena
- le chien Cook : Valentín
- Sofía Nieto (es) : Natalia Cuesta Hurtado
- Eduardo García Martínez (es) : José Miguel « Josemi » Cuesta Hurtado
- Daniel Rubio : Daniel « Dani » Rubio
- Elisa Drabben (es) : Rebeca Rubio
- Guillermo Ortega Sierra (es) : Francisco « Paco » Delgado
- Santiago Segura : Él mismo

## Récompenses
- Fotogramas de Plata 2004 de la meilleure actrice pour Loles León[4]
- Prix Unión de Actores y Actrices 2005 pour María Adánez, Eduardo Gómez, Guillermo Ortega, Mariví Bilbao[5]
- TP de Oro 2005 et 2006 de la meilleure série nationale[6]

## Adaptations
Des chaînes de télévision étrangères ont acheté les droits de la série pour la reprendre en la transposant localement.
En France, la reprise s'intitulait Faites comme chez vous ! en 2005. Au Mexique, la série Vecinos a tenu de 2005 à 2010, en s'éloignant du modèle espagnol.
Au Portugal, la série Aqui não há quem viva a été diffusée de mai 2006 à juillet 2008. La Grèce crée la série Η Πολυκατοικία en automne 2008. La tentative de créer la série Qui non si può vivere en Italie est annoncée mais jamais sortie.
En Argentine, une série du même nom que la série d'origine a été diffusée entre janvier et août 2008. La version colombienne a tenu, elle, d'août 2008 à février 2009.